# Servicio en la mar
Servicio en la mar es una película española de género bélico estrenada en 1951, coescrita y dirigida por Luis Suárez de Lezo y protagonizada en los papeles principales por Enrique Guitart y Dina Sten.

## Sinopsis
En el transcurso de la guerra civil española, el comandante de un submarino recibe la orden de hundir el barco en el que viajan su mujer y su hija.

## Reparto
- Enrique Guitart ... Comandante
- Dina Sten ...	Sara
- Antonio Casal ...	Jaime
- Tony Leblanc ... Santiago 'El Andaluz'
- Fernando Sancho ... Don Tofol
- Carolina Jiménez ... Ana María
- Pepe Isbert ... Don José
- Nati Mistral ... Cancionista
- Rafael Calvo ... Padre de Sara
- Mercedes Muñoz Sampedro ... Madre de Sara
- Rafael Bardem	... Don León
- José Luis Brugada	...	Luis Hurtado
- Julio Riscal ... Santiago 'El Gallego'
- Quico Juanes ... Niño
- Julia Lajos ... Tía Isabel
- Francisco Pierrá ... Almirante
- Fernando Heiko Vassel ...	Capitán mercante
- Luis Induni ... Oficial mercante
- Alfonso Santacana ...	Timonel
- Antonio Criado ... Alférez de submarino
- Dante Tulián ... Segundo comandante
- Ángel Córdoba	...	Cabo de radio
- Félix Briones	... Fogonero
- José Uribarri ...	Criado
- Gérard Tichy ... Pasajero
- Jacinto San Emeterio ... Camarero
- Marina Torres